# الن برگمن (فعال حقوق زنان)
الن برگمن (انگلیسی: Ellen Bergman; ۵ ژانویهٔ ۱۸۴۲ – ۵ دسامبر ۱۹۲۱) موسیقی‌دان، آموزگار، حقوق زنان اهل سوئد بود.

## زندگی‌نامه
الئونورا (الن) ماگدالنا برگمن در شهر سترنگنس سوئد به دنیا آمد. در سال ۱۸۶۴، تحصیلات خود را در آکادمی سلطنتی موسیقی سوئد (Kungliga Musikaliska Akademien) واقع در استکهلم آغاز کرد. او در رشته‌های ویولنسل، ارگ، هارمونی و آواز سولو آموزش دید و در سال ۱۸۶۷ فارغ‌التحصیل شد. افزون بر این، برگمن نزد استاد آواز آلمانی، ماتیلده مارکزی، به تحصیل پرداخت.
برگمن از سال ۱۸۶۸ تا ۱۸۹۹ به عنوان معلم آواز در مدرسهٔ عالی تربیت معلم زنان (Högre lärarinneseminariet) و کالج سلطنتی موسیقی استکهلم (Kungliga Musikhögskolan) فعالیت داشت. در سال ۱۸۷۶، به دلیل دستاوردهایش در زمینهٔ آموزش موسیقی، به عضویت آکادمی سلطنتی موسیقی سوئد انتخاب شد.
در میان شاگردان برجستهٔ او می‌توان به سوِن شولاندر، سلما اک، و داگمار مولر اشاره کرد.
از اوایل دههٔ ۱۸۸۰، برگمن به عنوان یکی از اعضای برجستهٔ فدراسیون سوئد (Svenska Federationen) شناخته می‌شد. این انجمن، شاخه‌ای از انجمن ملی زنان برای لغو قانون بیماری‌های مسری بود که در سال ۱۸۶۹ در بریتانیا توسط الیزابت وولستن‌هولم و جوزفین باتلر تأسیس شده بود. هدف این فدراسیون، مبارزه با فحشا و به‌ویژه معاینه‌های تحقیرآمیز جنسی از زنان ثبت‌شده به عنوان روسپی بود. این سازمان نظام وقت سوئد در زمینهٔ مقررات‌گذاری (Reglementeringssystemet) را تحقیرآمیز و انگ‌زننده می‌دانست. برگمن نویسنده و سخنران فعالی بود که در نتیجهٔ دیدگاه‌های پیشروانه‌اش در زمینهٔ جنسیت، وارد مجادله‌ای علنی با نمایشنامه‌نویس مشهور آگوست استریندبرگ شد. استریندبرگ در نامه‌ای در سال ۱۸۸۴، او را با عبارت djefla maran Ellen Bergman (معادل «مارهٔ لعنتی الن برگمن») خطاب قرار داد.
برگمن در سال ۱۸۹۱ به عضویت نیا ایدون، یکی از انجمن‌های زنان پیشرو سوئد، درآمد و همچنین عضو انجمن فردریکا برمر نیز بود.
در اوایل قرن بیستم، او در ایالات متحده به تدریس آواز پرداخت و در «کنسرواتوار موسیقی ایزیس» در ایالت کالیفرنیا مشغول به کار شد. افزون بر تدریس، در برخی کنسرت‌ها نیز به‌عنوان نوازنده و رهبر گروه موسیقی زنانه شرکت کرد. همچنین در طول اقامتش در آمریکا، مجموعه‌ای از سرودهای آموزشی برای کودکان منتشر کرد که در مدارس سوئدی‌تبار در غرب آمریکا مورد استفاده قرار گرفت.
برگمن در سال ۱۸۹۹، نشان افتخار ایلیس کواروم را دریافت کرد؛ این نشان به زنانی اعطا می‌شود که در راه تعالی زنان و بهبود وضعیت اجتماعی آنان تلاش کرده‌اند. برگمن یکی از نخستین معلمانی بود که روش‌های جدید آموزش آواز را با تأکید بر سلامت صدا و فنون تنفسی علمی به‌کار می‌برد. افزون بر آن، او با سازمان‌های خیریه نیز همکاری داشت و در دهه‌های پایانی عمرش، در کمپین‌های کمک به زنان بی‌سرپرست و دختران جوان نیازمند در استکهلم مشارکت می‌کرد.
او به‌ویژه در حوزهٔ توانمندسازی زنان طبقهٔ کارگر، کنفرانس‌هایی برگزار می‌کرد و بر اهمیت آموزش موسیقی در ارتقای اعتمادبه‌نفس دختران تأکید داشت. گفته می‌شود که در سال‌های پایانی فعالیت حرفه‌ای، چندین نوازندهٔ زن مهاجر که به سوئد آمده بودند، با کمک مستقیم الن برگمن توانستند وارد عرصهٔ حرفه‌ای شوند.
برگمن در سال ۱۹۲۱ در استکهلم درگذشت و در گورستان شمالی (Norra begravningsplatsen) به خاک سپرده شد.